# Banat

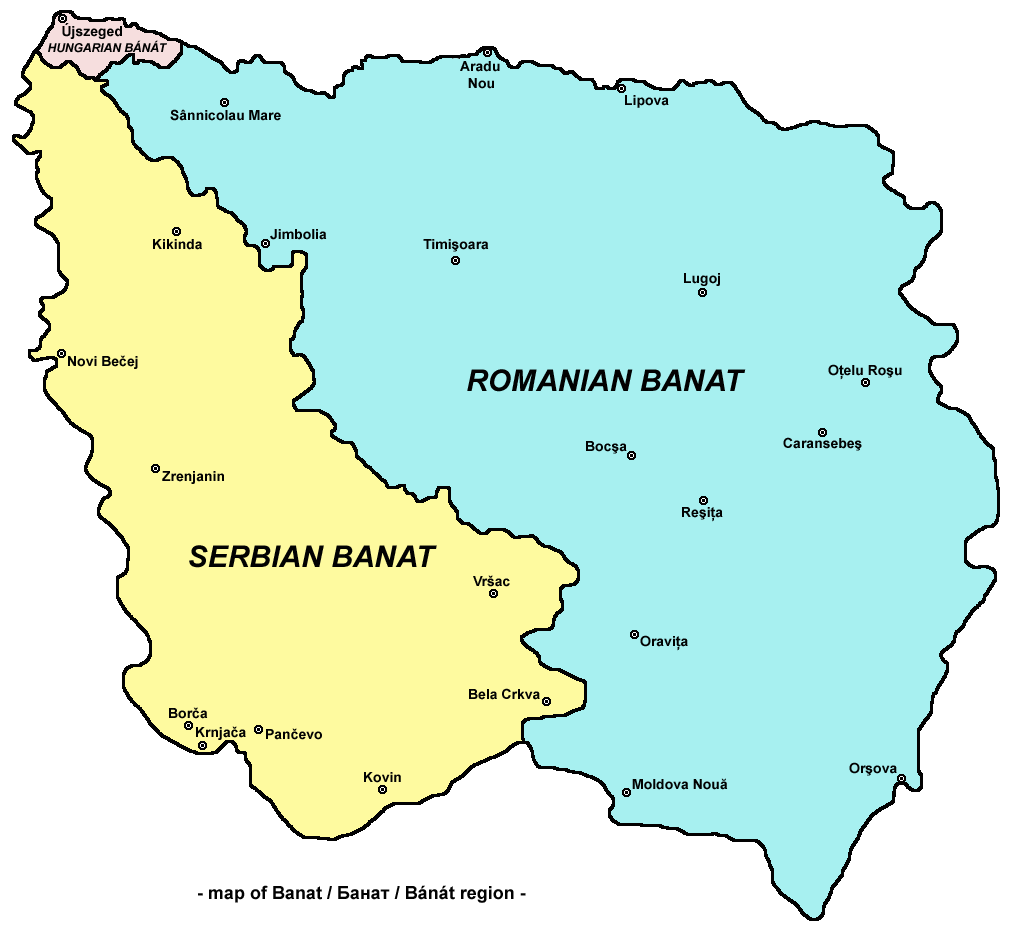

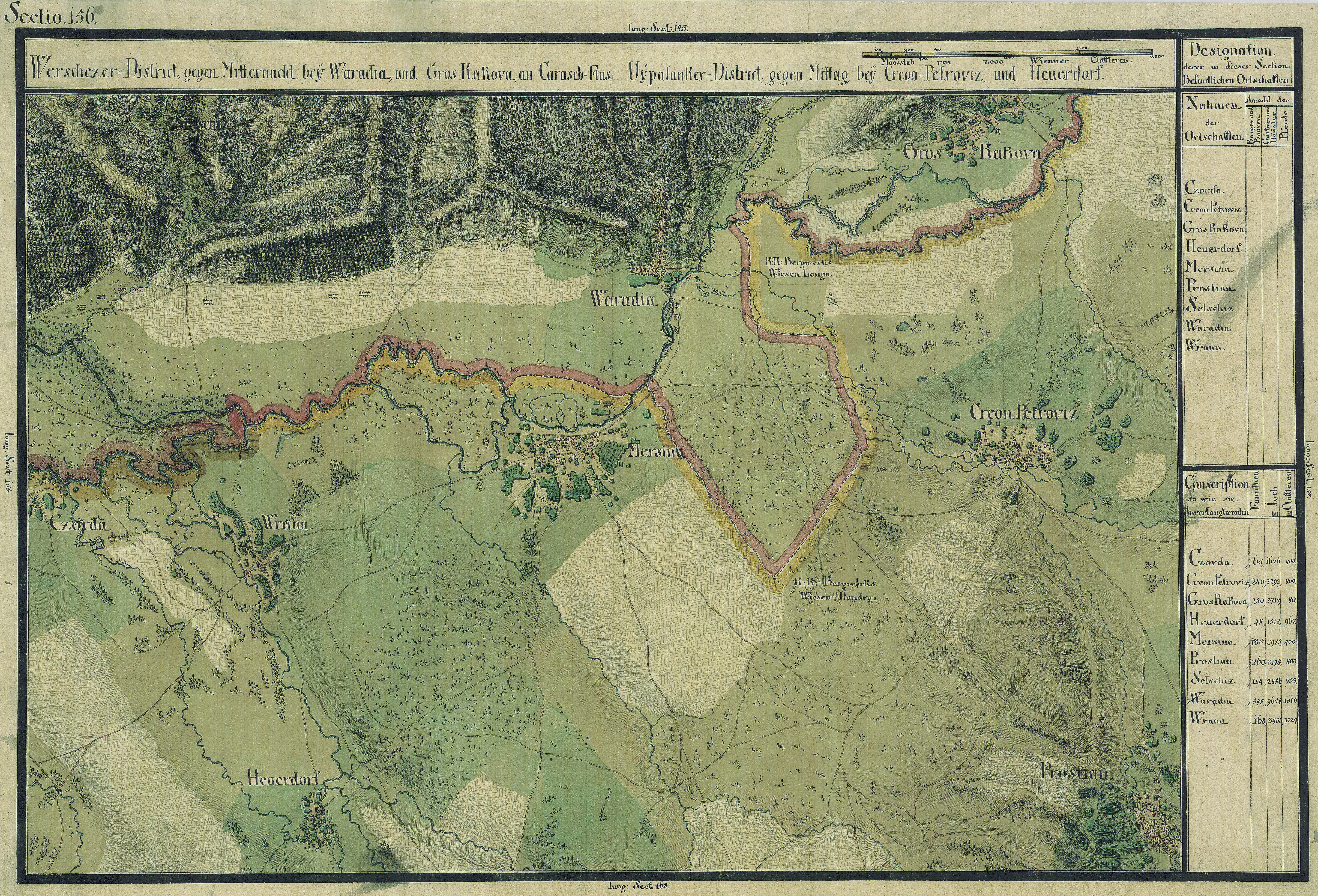
Bản đồ khu vực Banat

Banat là một khu vực địa lý và địa danh lịch sử tại Trung Âu hiện đang được phân chia giữa 3 quốc gia: phần phía đông thuộc tây România (các hạt Timiș, Caraș-Severin, Arad phía nam sông Mureş/Maros, và Mehedinți); phần phía tây thuộc đông bắc Serbia (Banat thuộc Serbia, bao gồm phần lớn Vojvodina, ngoại trừ một phần nhỏ ở Trung Serbia); và phần nhỏ còn lại ở phía bắc thuộc đông nam Hungary (Csongrád). Dân cư sinh sống là người Romania, Serbi, Hungaria, Roma, Đức, Krashovani, Ukraina, Slovaks, Séc, Croatia và nhiều dân tộc khác.
Banat là một phần của đồng bằng Pannonian giáp với sông Danube ở phía nam, sông Tisza (Theiss, Tissa, Tisa) ở phía tây, sông Mureş ở phía bắc, và phần phía nam dãy núi Karpat ở phía đông. Thủ phủ lịch sử của nó là Timişoara, nay thuộc Timiș của România.